# Eleanor Summerfield
Eleanor Summerfield (Londres, 7 de marzo de 1921–Londres, 13 de julio de 2001) fue una actriz teatral, cinematográfica y televisiva británica.

## Biografía
Nacida en Londres, Inglaterra, su nombre completo era Eleanor Audrey Summerfield. Se formó como actriz en la Royal Academy of Dramatic Art, y a mediados de los años 1960 fue un personaje de P. G. Wodehouse, la Tía Dahlia, en la serie de BBC One World of Wooster (1965–1967). También trabajó de manera regular en concursos radiofónicos, entre ellos el de BBC Radio Just a Minute, y formó parte durante 15 años del equipo del concurso de BBC Radio 4 Many a Slip (1964–1979).
Eleanor Summerfield falleció en Londres en 2001, a los 80 años de edad. Había estado casada con el actor Leonard Sachs, con el que tuvo dos hijos, Robin Sachs, también actor, y Toby Sachs.

## Filmografía
- Take My Life (1947)
- London Belongs to Me (1948)
- The Weaker Sex (1948)
- The Story of Shirley Yorke (1948)
- All Over the Town (1949)
- No Way Back (1949)
- Man on the Run (1949)
- Laughter in Paradise (1951)
- Scrooge (1951)
- The Last Page (1952)
- Mandy (1952)
- Top Secret (1952)
- Street Corner (1953)
- Isn't Life Wonderful! (1953)
- Face the Music (1954)
- Murder by Proxy (1954)
- Final Appointment (1954)
- Lost (1956)
- It's Great to Be Young (1956)
- No Road Back (1957)
- A Cry from the Streets (1958)
- Dentist in the Chair (1960)
- Spare the Rod (1961)
- Don't Bother to Knock (1961)
- On the Fiddle (1961)
- Petticoat Pirates (1961)
- Guns of Darkness (1962)
- On the Beat (1962)
- The Running Man (1963)
- The Spy Killer (1969, Telefilm)
- Foreign Exchange (1970, Telefilm)
- Some Will, Some Won't (1970)
- The Watcher in the Woods (1981)
- The Island of Adventure (1982)